# Route 360 (Nouvelle-Écosse)
Pour les articles homonymes, voir Route 360.
La route 360 est une route secondaire de la Nouvelle-Écosse d'orientation sud-nord située dans le sud-ouest de la province, à l'ouest de Kentville. Elle est une route moyennement empruntée alors qu'elle traverse notamment Berwick. De plus, elle mesure 38 kilomètres, et est une route pavée sur l'entièreté de son tracé.

## Tracé
La route 360 débute à Morristown, sur la route Aylesford. Elle se dirige vers l'est pendant 4 kilomètres, puis elle bifurque vers le nord dans un tournant de 90°. Elle rejoint ensuite les routes 1 et 101 et la ville de Berwick. Elle croise ensuite la route 221, puis elle continue sa route vers le nord jusqu'à Harbourville, où elle se poursuit en tant que Longpoint Rd. 

## Communautés traversées

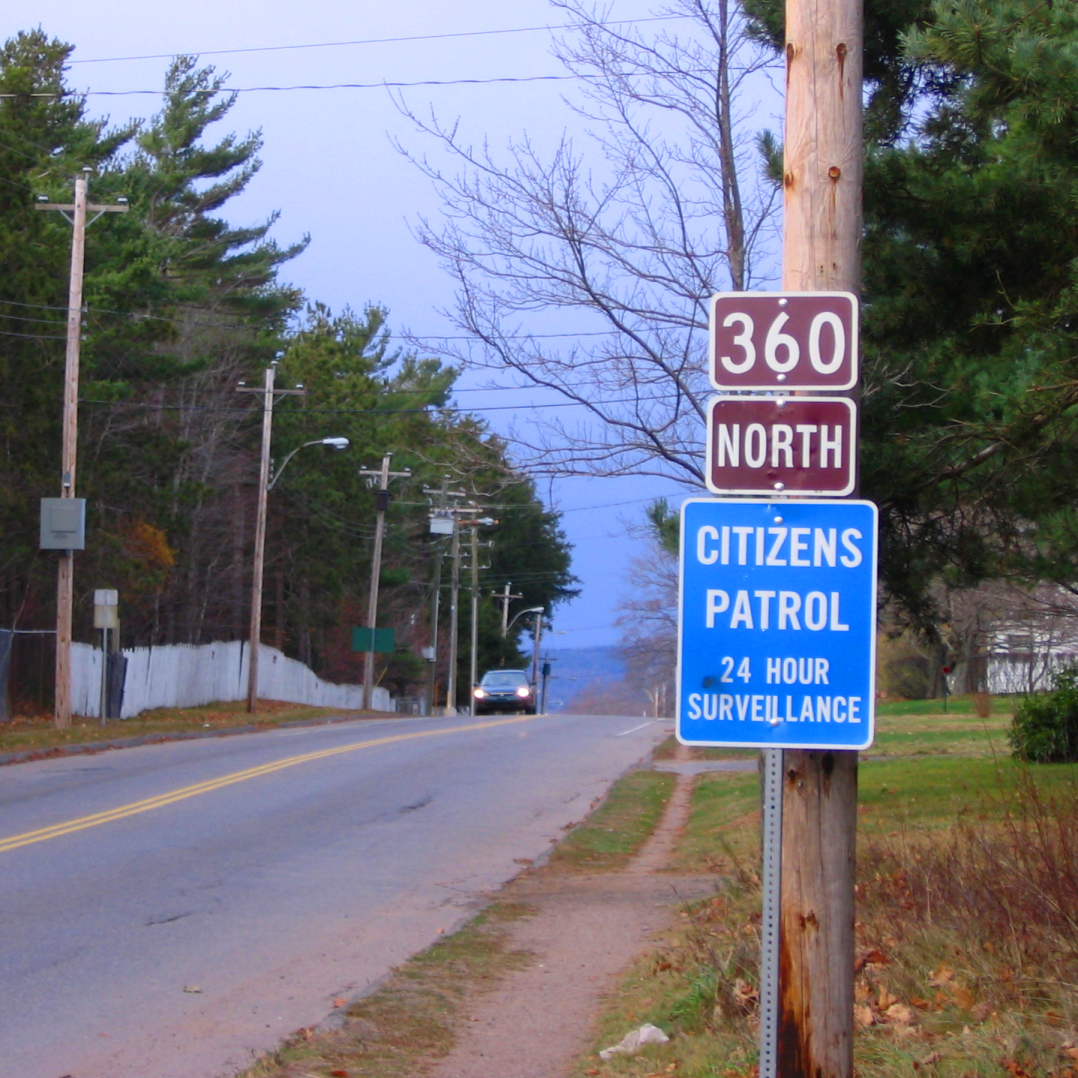
La route 360 près de Somerset.

1. Morristown
2. Windermere
3. Berwick
4. Berwick North
5. Somerset
6. Welsford
7. Garland
8. Harbourville